# 요시다정
요시다정(일본어: 吉田町)은 일본 시즈오카현 중부에 있는 하이바라군의 정으로 오이강 하구의 서쪽에 퍼져 있는 정이다.
적극적인 기업 유치로 정의 재정은 주변 시정에 비해 윤택해 지방교부세를 계속해서 교부하지 않고 있다.

## 인접하는 자치체
- 마키노하라시
- 시마다시
- 야이즈시

## 역사
- 1889년 4월 1일 - 6개 촌이 합병해 요시다촌이 성립하였다.
- 1949년 7월 1일 - 요시다촌이 정으로 승격해 요시다정이 되었다.

## 인구
| 연도 | 인구   | ±%     |
| ---- | ------ | ------ |
| 1940 | 14,303 | —      |
| 1950 | 17,962 | +25.6% |
| 1960 | 18,171 | +1.2%  |
| 1970 | 19,241 | +5.9%  |
| 1980 | 21,474 | +11.6% |
| 1990 | 25,147 | +17.1% |
| 2000 | 27,492 | +9.3%  |
| 2010 | 28,816 | +4.8%  |

## 교통

### 철도
철도 노선은 존재하지 않는다.

### 도로
- 도메이 고속도로
- 국도 150호선

### 공항
- 시즈오카 공항이 마키노하라시에 있어 가깝다.